# Кудьма (приток Волги)
Ку́дьма — река в Нижегородской области России, правый приток Волги. Протекает по территории Богородского и Кстовского районов. Длина — 144 км, площадь водосборного бассейна — 3220 км². Питание преимущественно снеговое. Средний расход в 54 км от устья — 5,75 м³/с, наибольший — 236 м³/с, наименьший — 0,21 м³/с.
Исток реки находится юго-восточнее села Селитьба. Река течёт на север, затем на северо-восток и восток. В низовье южнее села Кадницы протокой соединяется с Волгой. Устье Кудьмы находится на высоте 64 м над уровнем моря в 2182 км от устья Волги, между деревнями Кувардино и Голошубиха. Населённые пункты на реке: Кстово, Хвощёвка, Новоликеево и другие. На Кудьме расположены санатории, дома отдыха курортного посёлка Зелёный город.

## Этимология
Название складывается из эрзянского слова кудо — «дом», «жилище» и финно-угорского топоформанта «-ма» — «земля», «территория», «край», широко распространённого в Поволжье и Нижегородской области в частности. Таким образом название Кудьма указывает на то, что территория по берегам реки была значительно заселена эрзянами и другими финно-угорскими народами ещё до начала освоения этих земель русским населением. А. К. Матвеев связывает корень «куд-» с мерянским словом с тем же значением «дом». В пользу финно-угорской теории происхождения названия говорит и то, что схожие по звучанию и смыслу слова есть в вепсском (kodima) и эстонском (kodumaa) языках. В Петрозаводске Республики Карелия на вепсском языке выпускается газета Kodima. Кроме того, название «Кудьма» встречается ещё как минимум дважды: Кудьма — посёлок в Богородском районе Нижегородской области и Кудьма — река на севере Архангельской области России — место исторического проживания финно-угорских народов.

## Притоки
(указано расстояние от устья)
- 2,8 км: река Шава (пр);
- 27 км: река Озёрка (пр);
- 32 км: ручей Шелокшонка (пр);
- 75 км: река Ункор (пр);
- 87 км: река Великая (лв);
- 94 км: Чижково (пр);
- 111 км: Шилекша (лв);
- 120 км: Сетчуга (пр);
- 127 км: Пава (лв)[5].

## Данные водного реестра
По данным государственного водного реестра России относится к Верхневолжскому бассейновому округу, водохозяйственный участок реки — Волга от устья реки Ока до Чебоксарского гидроузла (Чебоксарское водохранилище), без рек Сура и Ветлуга, речной подбассейн реки — Волга от впадения Оки до Куйбышевского водохранилища (без бассейна Суры). Речной бассейн реки — (Верхняя) Волга до Куйбышевского водохранилища (без бассейна Оки).
Код объекта в государственном водном реестре — 08010400312110000034202.